# Alexander Bah
Alexander Hartmann Bah (ur. 9 grudnia 1997 w Årslev) – duński piłkarz gambijskiego pochodzenia, występujący na pozycji prawego obrońcy w portugalskim klubie SL Benfica oraz w reprezentacji Danii. Uczestnik Mistrzostw Świata 2022 oraz Mistrzostw Europy 2024.

## Kariera klubowa

### Næsby Boldklub
W 2015 dołączył do akademii Næsby Boldklub. 1 stycznia 2016 został przesunięty do pierwszego zespołu. Zadebiutował 2 kwietnia 2016 w meczu 2. division przeciwko Boldklubben Avarta (4:0).

### HB Køge
11 sierpnia 2016 podpisał kontrakt z klubem HB Køge. Zadebiutował 10 sierpnia 2016 w meczu Pucharu Danii przeciwko Karlslunde IF (0:2). W 1. division zadebiutował 14 sierpnia 2016 w meczu przeciwko FC Fredericia (2:1). Pierwszą bramkę zdobył 11 września 2016 w meczu ligowym przeciwko Vejle BK (0:2).

### SønderjyskE Fodbold
7 sierpnia 2018 przeszedł do drużyny SønderjyskE Fodbold. Zadebiutował 13 sierpnia 2018 w meczu Superligaen przeciwko Esbjerg fB (1:0). Pierwszą bramkę zdobył 26 września 2018 w meczu Pucharu Danii przeciwko FC Fredericia (0:2). Pierwszą bramkę w lidze zdobył 5 października 2018 w meczu przeciwko Vejle BK (3:0). 1 lipca 2020 wystąpił w finale Pucharu Danii przeciwko Aalborg BK (2:0) i zdobył trofeum. 24 września 2020 zadebiutował w kwalifikacjach do Ligi Europy w meczu przeciwko Viktorii Pilzno (3:0).

### Slavia Praga
5 stycznia 2021 podpisał kontrakt z zespołem Slavii Praga. Zadebiutował 16 stycznia 2021 w meczu Fortuna Ligi przeciwko Sigmie Ołomuniec (3:1). 18 lutego 2021 zadebiutował w fazie pucharowej Ligi Europy w meczu przeciwko Leicester City (0:0).

## Kariera reprezentacyjna

### Dania U-20
W 2017 roku otrzymał powołanie do reprezentacji Danii U-20. Zadebiutował 24 marca 2017 w meczu towarzyskim przeciwko reprezentacji Czech U-20 (1:2).

### Dania U-21
W 2018 roku otrzymał powołanie do reprezentacji Danii U-21. Zadebiutował 14 listopada 2018 w meczu towarzyskim przeciwko reprezentacji Hiszpanii U-21 (4:1).

### Dania
W 2020 roku otrzymał powołanie do reprezentacji Danii. Zadebiutował 11 listopada 2020 w meczu towarzyskim przeciwko reprezentacji Szwecji (2:0), w którym zdobył swoją pierwszą bramkę.

## Statystyki

### Klubowe
(aktualne na dzień 25 lutego 2021)
| Klub                | Sezon              | Liga               | Liga  | Liga   | Puchar kraju | Puchar kraju | Europa | Europa | Suma  | Suma   |
| Klub                | Sezon              | Liga               | Mecze | Bramki | Mecze        | Bramki       | Mecze  | Bramki | Mecze | Bramki |
| ------------------- | ------------------ | ------------------ | ----- | ------ | ------------ | ------------ | ------ | ------ | ----- | ------ |
| Næsby Boldklub      | 2015/16            | 2. division        | 16    | 0      | 0            | 0            | –      | –      | 16    | 0      |
| Næsby Boldklub      | 2016/17            | 2. division        | 1     | 0      | 0            | 0            | –      | –      | 1     | 0      |
| Næsby Boldklub      | Ogólnie            | Ogólnie            | 17    | 0      | 0            | 0            | 0      | 0      | 17    | 0      |
| HB Køge             | 2016/17            | 1. division        | 27    | 4      | 4            | 0            | –      | –      | 31    | 4      |
| HB Køge             | 2017/18            | 1. division        | 30    | 3      | 3            | 1            | –      | –      | 33    | 4      |
| HB Køge             | 2018/19            | 1. division        | 2     | 1      | 0            | 0            | –      | –      | 2     | 1      |
| HB Køge             | Ogólnie            | Ogólnie            | 59    | 8      | 7            | 1            | 0      | 0      | 66    | 9      |
| SønderjyskE Fodbold | 2018/19            | Superligaen        | 23    | 2      | 3            | 1            | –      | –      | 26    | 3      |
| SønderjyskE Fodbold | 2019/20            | Superligaen        | 29    | 1      | 5            | 0            | –      | –      | 34    | 1      |
| SønderjyskE Fodbold | 2020/21            | Superligaen        | 12    | 4      | 0            | 0            | 1      | 0      | 13    | 4      |
| SønderjyskE Fodbold | Ogólnie            | Ogólnie            | 64    | 7      | 8            | 1            | 1      | 0      | 73    | 8      |
| Slavia Praga        | 2020/21            | Fortuna Liga       | 7     | 0      | 1            | 0            | 1      | 0      | 9     | 0      |
| Slavia Praga        | Ogólnie            | Ogólnie            | 7     | 0      | 1            | 0            | 1      | 0      | 9     | 0      |
| Ogólnie w karierze  | Ogólnie w karierze | Ogólnie w karierze | 147   | 15     | 16           | 2            | 2      | 0      | 165   | 17     |

### Reprezentacyjne
(aktualne na dzień 25 lutego 2021)
| Reprezentacja | Rok     | Mecze | Bramki |
| ------------- | ------- | ----- | ------ |
| Dania U-20    |         |       |        |
| 2017          | 4       | 0     |        |
| Ogólnie       | Ogólnie | 4     | 0      |
| Dania U-21    |         |       |        |
| 2018          | 2       | 0     |        |
| Ogólnie       | Ogólnie | 2     | 0      |
| Dania         |         |       |        |
| 2020          | 1       | 1     |        |
| Ogólnie       | Ogólnie | 1     | 1      |

| Mecze i gole w reprezentacji | Mecze i gole w reprezentacji | Mecze i gole w reprezentacji | Mecze i gole w reprezentacji | Mecze i gole w reprezentacji | Mecze i gole w reprezentacji | Mecze i gole w reprezentacji | Mecze i gole w reprezentacji |
| Dania U-20                   | Dania U-20                   | Dania U-20                   | Dania U-20                   | Dania U-20                   | Dania U-20                   | Dania U-20                   | Dania U-20                   |
| Lp.                          | Data                         | Miejsce                      | Gospodarz                    | Gość                         | Wynik                        | Gol                          | Rozgrywki                    |
| ---------------------------- | ---------------------------- | ---------------------------- | ---------------------------- | ---------------------------- | ---------------------------- | ---------------------------- | ---------------------------- |
| 1.                           | 24.03.2017                   |                              | Czechy U-20                  | Dania U-20                   | 1:2                          |                              | Mecz towarzyski              |
| 2.                           | 27.03.2017                   |                              | Dania U-20                   | Rumunia U-20                 | 2:0                          |                              | Mecz towarzyski              |
| 3.                           | 04.10.2017                   | Södra Sandby                 | Szwecja U-20                 | Dania U-20                   | 3:2                          |                              | Mecz towarzyski              |
| 4.                           | 07.10.2017                   | Södra Sandby                 | Szwecja U-20                 | Dania U-20                   | 2:2                          |                              | Mecz towarzyski              |
| Dania U-21                   |                              |                              |                              |                              |                              |                              |                              |
| Lp.                          | Data                         | Miejsce                      | Gospodarz                    | Gość                         | Wynik                        | Gol                          | Rozgrywki                    |
| 1.                           | 14.11.2018                   | Logroño                      | Hiszpania U-21               | Dania U-21                   | 4:1                          |                              | Mecz towarzyski              |
| 2.                           | 20.11.2018                   | Esbjerg                      | Dania U-21                   | Anglia U-21                  | 1:5                          |                              | Mecz towarzyski              |
| Dania                        |                              |                              |                              |                              |                              |                              |                              |
| Lp.                          | Data                         | Miejsce                      | Gospodarz                    | Gość                         | Wynik                        | Gol                          | Rozgrywki                    |
| 1.                           | 11.11.2020                   | Brøndbyvester                | Dania                        | Szwecja                      | 2:0                          | Gol                          | Mecz towarzyski              |

## Sukcesy

### SønderjyskE Fodbold
- Puchar Danii (1×): 2019/2020